# Parvoscincus
Genre
Parvoscincus est un genre de sauriens de la famille des Scincidae.

## Répartition
Les 24 espèces de ce genre sont endémiques des Philippines.

## Liste des espèces
Selon The Reptile Database (8 décembre 2014) :
- Parvoscincus abstrusus Linkem & Brown, 2013
- Parvoscincus agtorum Linkem & Brown, 2013
- Parvoscincus arvindiesmosi Linkem & Brown, 2013
- Parvoscincus aurorus Linkem & Brown, 2013
- Parvoscincus banahaoensis Linkem & Brown, 2013
- Parvoscincus beyeri (Taylor, 1922)
- Parvoscincus boyingi (Brown, Linkem, Diesmos, Balete, Duya & Ferner, 2010)
- Parvoscincus decipiens (Boulenger, 1894)
- Parvoscincus duwendorum Siler, Linkem, Cobb, Watters, Cummings, Diesmos & Brown, 2014
- Parvoscincus hadros (Brown, Linkem, Diesmos, Balete, Duya & Ferner, 2010)
- Parvoscincus igorotorum (Brown, Linkem, Diesmos, Balete, Duya & Ferner, 2010)
- Parvoscincus jimmymcguirei Linkem & Brown, 2013
- Parvoscincus kitangladensis (Brown, 1995)
- Parvoscincus laterimaculatus (Brown & Alcala, 1980)
- Parvoscincus lawtoni (Brown & Alcala, 1980)
- Parvoscincus leucospilos (Peters, 1872)
- Parvoscincus luzonense (Boulenger, 1894)
- Parvoscincus manananggalae Siler, Linkem, Cobb, Watters, Cummings, Diesmos & Brown, 2014
- Parvoscincus palaliensis Linkem & Brown, 2013
- Parvoscincus palawanensis (Brown & Alcala, 1961)
- Parvoscincus sisoni Ferner, Brown & Greer, 1997
- Parvoscincus steerei (Stejneger, 1908)
- Parvoscincus tagapayo (Brown, Mcguire, Ferner & Alcala, 1999)
- Parvoscincus tikbalangi Siler, Linkem, Cobb, Watters, Cummings, Diesmos & Brown, 2014

## Publication originale
- Ferner, Brown & Greer, 1997 : A new genus and species of moist closed canopy forest skinks from the Philippines. Journal of Herpetology, vol. 31, no 2, p. 187-192.